# Mephritus apicatus
Mephritus apicatus är en skalbaggsart som först beskrevs av Linsley 1935. Mephritus apicatus ingår i släktet Mephritus och familjen långhorningar.
Artens utbredningsområde är:
- Nicaragua.
- Panama.

Inga underarter finns listade i Catalogue of Life.